# Hormosphaeria tessellata
Hormosphaeria tessellata — вид грибів, що належить до монотипового роду  Hormosphaeria.